# Tomáš Podivínský
Tomáš Podivínský (ur. 21 listopada 1969 w Vyškovie) – czeski polityk i dyplomata, minister środowiska, deputowany krajowy.

## Życiorys
W 1988 zdał egzamin maturalny, a w 1992 ukończył studia dziennikarskie na Wydziale Nauk Społecznych Uniwersytecie Karola w Pradze. Pracował jako dziennikarz, odbył studium z zakresu zarządzania, był zatrudniony jako menedżer. W 1996 przeszedł do administracji rządowej jako urzędnik Ministerstwa Spraw Zagranicznych. Od 1997 do 2003 pracował w ambasadzie Republiki Czeskiej w Austrii, następnie do 2005 był dyrektorem gabinetu ministra spraw zagranicznych Cyrila Svobody. Przez cztery kolejne lata sprawował urząd konsula generalnego w Niemczech z siedzibą w Dreźnie. Po powrocie do kraju został pracownikiem Akademii Dyplomatycznej w Pradze i zastępcą prezesa funduszu ochrony środowiska.
W 2012 mianowany na stanowisko wiceministra środowiska w rządzie Petra Nečasa. 10 lipca 2013 objął urząd ministra środowiska w technicznym gabinecie Jiříego Rusnoka.
W wyborach parlamentarnych w tym samym roku z listy Unii Chrześcijańskiej i Demokratycznej – Czechosłowackiej Partii Ludowej uzyskał mandat deputowanego do Izby Poselskiej. 29 stycznia 2014 zakończył urzędowanie na stanowisku ministra. W grudniu tegoż roku zrzekł się mandatu poselskiego, w styczniu 2015 obejmując urząd ambasadora Czech w Nieczmech, który sprawował do 2020. W 2021 pełnił funkcję wiceministra sprawiedliwości.

## Odznaczenia
- Order Zasługi Wolnego Kraju Saksonii (2019)[2]